# Vanessa del Rio
Vanessa del Rio, pseudonimo di Ana Maria Sanchez (New York, 31 marzo 1952), è un'ex attrice pornografica statunitense, talvolta accreditata come Ursula Pasarell o Diane Richards.

## Biografia
Vanessa del Rio è nata ad Harlem, un quartiere di Manhattan (New York), il 31 marzo 1952 da padre cubano e da madre portoricana. Dopo aver sbarcato il lunario attraverso i più svariati mestieri, quali la programmatrice di computer, la cameriera, la barista e la go-go dancer, ed essersi persino prostituita per le strade della Grande Mela, la del Rio debuttò nel mondo del cinema a luci rosse nel 1974, proseguendo la sua carriera in oltre 200 interpretazioni, fino al 1986, anno in cui si ritirò dalle scene come performer per paura di contrarre l'AIDS. 
Continuò a lavorare come produttrice, entrando a far parte della "Hall of Fame" dell'Adult Video News Magazine. Sia prima del ritiro dalla professione di pornostar che dopo è comparsa come guest star in diversi film e telefilm. Nel 2007 l'editore tedesco Taschen ha prodotto una biografia dell'attrice, a cura di Dian Hanson, Vanessa del Rio: Fifty Years of Slightly Slutty Behavior (ISBN 9783822822302), in edizione limitata.

## Riconoscimenti
- Premi
  - 1980 CAFA Award for Best Supporting Actress – Dracula exotica[6]
  - 1981 CAFA Award for Best Supporting Actress – Dancers[6]
  - AVN Awards – AVN Awards Hall of Fame[7]
  - 1987 – XRCO Award – Best Group Grope Scene per The Devil in Miss Jones 3 con Jason Jullice, Mark Wallice, Steve Harper, Steve Powers e Tony Martino[8]
  - 1992 – XRCO Award – XRCO Hall of Fame[9]
- Nomination
  - 1985 XRCO Award – Best Kinky Scene, Best Single Female Performance of the Year e Orgasmic Oral Scene, tutte e tre per il film Viva Vanessa the Undresser, per la regia di Henri Pachard[10]

## Filmografia
- Fury in Alice (1976)
- Gulp (1976)
- House of De Sade (1976)
- Jacquette (1976)
- Midnight Desires (1976)
- Night of Submission (1976)
- Temptations (1976)
- That Lady from Rio (1976)
- Too Young to Care (1976)
- Virgin Snow (1976)
- Breaker Beauties (1977)
- Cherry Hustlers (1977)
- Come Softly (1977)
- Exploring Young Girls (1977)
- Fire in Francesca (1977)
- Joy of Humiliation (1977)
- Odyssey (1977)
- Teenage Bikers (1977)
- Tell Teach and Show (1977)
- Blue Voodoo (1978)
- Chorus Call (1978)
- Emergency Nurses (1978)
- Final Test (1978)
- Girls in Passion (1978)
- Joint Venture (1978)
- Madam Bovary (1978)
- Take off - e ora spogliati (Take Off), regia di Armand Weston (1978) - non accreditata
- The Tale of Tiffany Lust, regia di Radley Metzger (1979)
- Angie Undercover Cop (1979)
- Auto Erotic Practices (1979)
- Babylon Pink (1979)
- Fulfilling Young Cups (1979)
- Her Name Was Lisa (1979)
- Jack and Jill 1 (1979)
- New York Babes (1979)
- Nurses Are Coming (1979)
- That's Erotic (1979)
- Tigresses and Other Man-Eaters (1979)
- Afternoon Delights (1980)
- Coed Fever (1980)
- Dracula Exotica (1980)
- Girls USA (1980)
- Joys of Erotica 1 (1980)
- Joys of Erotica Film 214 (1980)
- Justine (1980)
- Midnight Blue 1 (1980)
- Pink Ladies (1980)
- Platinum Paradise (1980)
- Pleasure Productions 1 (1980)
- Pleasure Productions 4 (1980)
- Samantha Fox's Fantasies (1980)
- Scent of Heather (1980)
- Seka's Fantasies (1980)
- Suzy Nero's Fantasies (1980)
- Woman in Love (1980)
- Between the Sheets (1981)
- Dancers (1981)
- Erotic World of Vanessa (1981)
- Filthy Rich (1981)
- Flesh Fantasy (1981)
- Lips (1981)
- Love-In Arrangement (1981)
- Swedish Erotica 29 (1981)
- Vanessa Del Rio's Fantasies (1981)
- Wet Shots (1981)
- Beauty (1982)
- Dirty Looks (1982)
- Double Pleasure (1982)
- Fox Holes (1982)
- Foxtrot (1982)
- Luscious (1982)
- Nasty Nurses (1982)
- Peep Shows 7 (1982)
- Peep Shows 8 (1982)
- Peep Shows 9 (1982)
- Swedish Erotica 43 (1982)
- Swedish Erotica 44 (1982)
- Top Secret (1982)
- Aphrodesia's Diary (1983)
- Babylon Gold (1983)
- Back Door Girls (1983)
- Bizarre Styles (1983)
- Carole (1983)
- Corruption (1983)
- Silk Satin Sex (1983)
- When She Was Bad (1983)
- Bizarre Thunder (1984)
- Eighth Erotic Film Festifal (1984)
- Joys of Erotica (1984)
- Maid in Manhattan (1984)
- Viva Vanessa (1984)
- Best of Hot Shorts 1 (1985)
- Erotic Gold (1985)
- Erotic Gold 2 (1985)
- Erotic World of Crystal Dawn (1985)
- Gourmet Quickies 10 (1985)
- Hot Wired Vanessa (1985)
- Jawbreakers (1985)
- Lady Vanessa (1985)
- Magic Girls (1985)
- Solo Girls (1985)
- Viva Vanessa (1984)
- Best of Hot Shorts 1 (1985)
- Erotic Gold (1985)
- Erotic Gold 2 (1985)
- Erotic World of Crystal Dawn (1985)
- Gourmet Quickies 10 (1985)
- Hot Wired Vanessa (1985)
- Jawbreakers (1985)
- Lady Vanessa (1985)
- Magic Girls (1985)
- Solo Girls (1985)
- Tickled Pink (1985)
- Vanessa's Bed of Pleasure (1985)
- Vanessa's Hot Nights (1985)
- Women in Love (1985)
- Adult Video News Magazine 1 (1986)
- Behind the Brown Door (1986)
- Beyond Desire (1986)
- Come to Me (1986)
- Deep Inside Vanessa del Rio (1986)
- Devil in Miss Jones 3 (1986)
- Doctor Lust (1986)
- Dynamic Vices (1986)
- Girls Who Dig Girls 1 (1986)
- Hot Shorts: Vanessa Del Rio (1986)
- Play Me Again Vanessa (1986)
- Afro Erotica 19 (1987)
- Amazing Sex Stories 2 (1987)
- Backdoor Bonanza 3 (1987)
- Backdoor Bonanza 6 (1987)
- Double Penetrations 2 (1987)
- Girls Who Love Orgies (1987)
- Legends of Porn 1 (1987)
- Moana e... le altre regine, regia di Lorenzo Onorati (1987)
- National Pornographic 5 (1987)
- Porn in the U.S.A. 2 (1987)
- Vanessa Obsession (1987)
- Best of Vanessa Del Rio (1988)
- Bitches in Heat 1 (1988)
- Blue Vanities 62 (1988)
- Blue Vanities 66 (1988)
- Bottega del piacere (1988)
- Girls Who Dig Girls 5 (1988)
- Girls Who Dig Girls 6 (1988)
- Oral Ecstasy 1 (1988)
- Oral Ecstasy 2 (1988)
- Rear Busters (1988)
- Backdoor Bonanza 14 (1989)
- Girls Who Dig Girls 9 (1989)
- Good Neighbors Come In All Colors (1989)
- Oral Ecstasy 5 (1989)
- Taste of Vanessa Del Rio (1990)
- Best of Backdoor Bangers (1991)
- Breast of America (1991)
- Blue Vanities 44 (1992)
- Girls Who Crave Rough And Raunchy Cocks (1992)
- True Legends of Adult Cinema: The Golden Age (1992)
- Blue Vanities 90 (1993)
- Blue Vanities S-534 (1993)
- Fetish Fever (1993)
- Only the Very Best on Film (1993)
- Blue Vanities 240 (1995)
- Blue Vanities 241 (1995)
- Blue Vanities 250 (1996)
- Blue Vanities 282 (1996)
- Blue Vanities S-612 (1996)
- Dirty Bob's Xcellent Adventures 25 (1996)
- Porno O.D. (1996)
- Dirty Bob's Xcellent Adventures 29 (1997)
- Dirty Bob's Xcellent Adventures 37 (1997)
- Blue Vanities 306 (1998)
- Blue Vanities 318 (1999)
- Blue Vanities 319 (1999)
- Blue Vanities 321 (1999)
- Blue Vanities 324 (1999)
- Blue Vanities S-629 (1999)
- Girls Who Were Porn's First Superstars (1999)
- Whack Attack 5 (1999)
- Blue Vanities S-630 (2000)
- Vanessa Del Rio's Dirty Deeds (2001)
- Screaming Orgasms (2002)
- Swedish Erotica 4Hr 24 (2003)
- Swedish Erotica 4Hr 25 (2003)
- Swedish Erotica 4Hr 3 (2003)
- Vanessa Del Rio Collection: Vol 1 (2004)
- Vanessa Del Rio Collection: Vol 2 (2004)
- Vanessa's Anal Fiesta (2004)
- Samantha Fox Collection (2005)
- Cocktails (2006)
- Real Boogie Nights 1 (2006)
- Vanessa Del Rio: Latina Goddess (2006)
- Lysa Thatcher: the Teenage Years (2007)
- Retro Pussy (2007)
- Seka Platinum Superstar (2007)
- Swedish Erotica 88 (2007)
- Young Twins (2007)
- Vintage Erotica 1 (2009)
- All Star Celebrity XXX: Vanessa Del Rio (2012)
- As Seen on 42nd Street (2012)
- Vanessa's Party Girls (2013)
- Ladies In Love
- Latin from Manhattan
- Red Hot